# Felnac, Arad
Felnac (în română Mihăilești - 1924, în sârbă Фенлак (Fenlak)) este satul de reședință al comunei cu același nume din județul Arad, Banat, România.

## Așezare
Localitatea Felnac se află situată în Câmpia Vingăi, pe stânga Văii Mureșului, la o distanță de 20 km față de municipiul Arad.

## Istoric
Prima atestare documentară a localității Felnac datează din anul 1330. 

## Personalități
- Iuliu Vuia (1865, Felnac - 1933, Caransebeș)
- Mihai Avramescu (1914, Felnac - 1981, Panciova) - scriitor
- Adrian Despot (1976, Felnac) - cântăreț

## Economia
Economia este una predominant agrară, o însemnată pondere fiind reprezentată de cultura plantelor.

## Turism
Aici a existat o cetate din secolul al XIV-lea, care a fost reconstruită în anul 1500 și demolată în anul 1699. Mai există și bisericile ortodoxă română și ortodoxă sârbă, precum și baza de agrement cu pescărie amenajată în regim privat.

## Legături externe

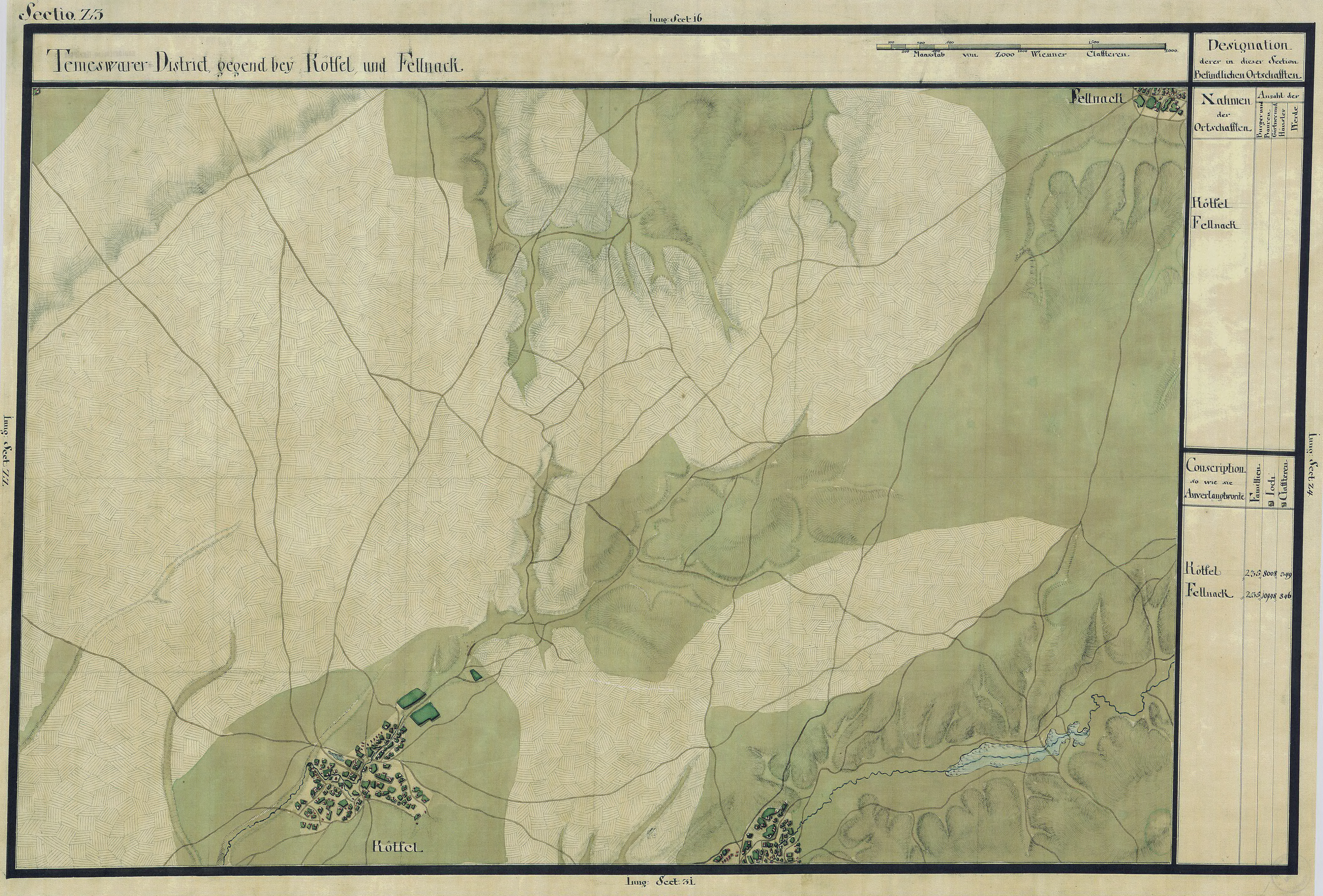
Felnac în Harta Iosefină a Banatului